# 桧山鉄三郎
桧山 鉄三郎（檜山 鐵三郎、銕三郎、ひやま てつさぶろう、1862年（文久2年11月） - 1922年（大正11年）1月23日）は、日本の政治家、衆議院議員（1期）。

## 経歴
江戸生まれ。攻玉社で学ぶ。小学校訓導、裁判所書記、芝区会議員、東京市会議員、芝区徴兵参事員、大本営付陸軍省雇員、台湾総督府雇員、台中庁埔里社支庁長心得、台中県支庁書記官、台湾総督府法院判事、埔里社地方法院長、同撫墾署長心得、台中県支庁長を歴任。また、芝銀行を創立し頭取となり、仙人鉄山、日立鉱山各製鉱所事務長となる。
1894年3月の第3回衆議院議員総選挙において東京府第2区から無所属で立候補して当選。衆議院議員は1期務め、同年9月の第4回衆議院議員総選挙で落選した。1922年に死去した。